# Blazing Love

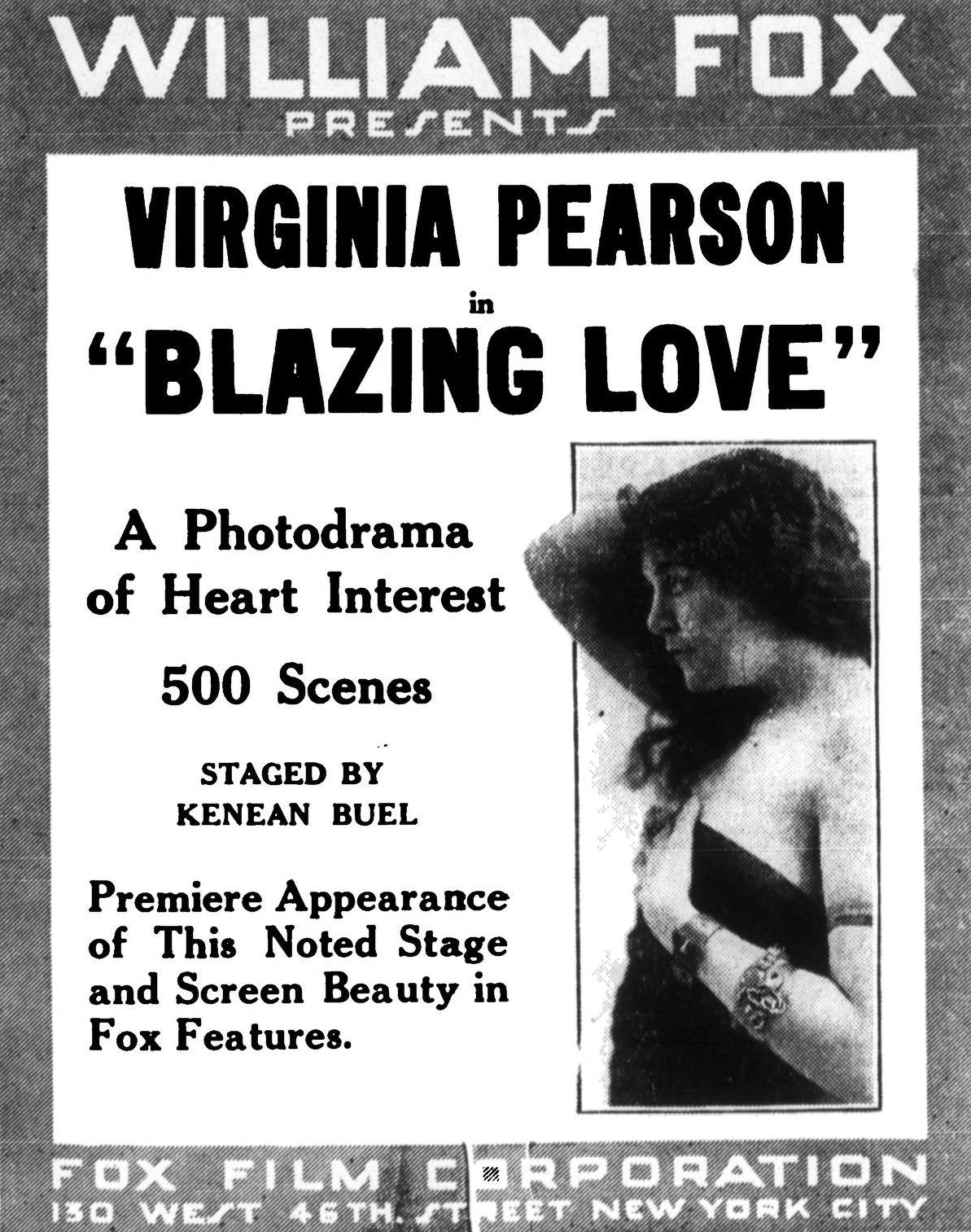
Publicité pour Blazing Love

Blazing Love est un film muet américain réalisé par Kenean Buel et sorti en 1916.

## Fiche technique
- Titre : Blazing Love
- Réalisation : Kenean Buel
- Scénario : Mary Murillo
- Chef opérateur : Phil Rosen
- Production et distribution : Fox Film Corporation
- Genre : Film dramatique
- Date de sortie : 
  - États-Unis : 30 avril 1916

## Distribution
- Frank Burbeck : Morgan Delafield
- Mattie Ferguson : Mammy
- Frank Goldsmith : Russell Barridan
- Louise Huff : Jeanne Clark
- John Merkyl : Stephen Bond
- Virginia Pearson : Margaret Walsh
- George Selby : Arthur Graham
- Louis Stern : Charles Walsh